# مارگارت لینن
مارگارت لینن (زاده ۲۰ سپتامبر ۱۹۴۶) یک پالی‌اوکئانولوژیست و پالئوکلیماتولوژیست آمریکایی است. در سال ۲۰۱۳، لینن به عنوان یازدهمین مدیر مؤسسه اقیانوس‌شناسی اسکریپس منصوب شد و همچنین به عنوان دکترای دانشکده علوم دریایی در دانشگاه کالیفرنیا، سن دیه‌گو فعالیت می‌کند. او بنیاد Climate Response Fund را تأسیس کرده است که یک سازمان غیرانتفاعی است و بر تحقیقات مهندسی آب و هوای مهندسی آب و هوا تمرکز دارد، و مدتی نیز ریاست آن را بر عهده داشته است. لینن برای دو سال به عنوان مدیر علمی ارشد در یک شرکت استارتاپی در زمینه فناوری سبز و کاهش تغییرات اقلیمی فعالیت کرده است. لینن همچنین به عنوان نماینده علمی وزارت امور خارجه ایالات متحده در زمینه اقیانوس‌ها برای آمریکای لاتین و اقیانوس آرام فعالیت کرده است.

## تحصیلات
در سال ۱۹۶۹ لینن مدرک کارشناسی علوم زمین‌شناسی خود را از دانشگاه ایلی‌نوی دریافت کرد، مدرک کارشناسی ارشد در اقیانوس‌شناسی زمین‌شناسی را در سال ۱۹۷۵ از دانشگاه ایالتی اورگان دریافت کرد، و دکتری خود را در سال ۱۹۸۰ در اقیانوس‌شناسی از دانشگاه رود آیلند دریافت کرد.

## افتخارات
او به عنوان عضو انجمن پیشبرد علوم آمریکا انتخاب شده است و عضو انجمن زمین‌شناسی آمریکا است. در سال ۲۰۱۶، او به عنوان نماینده علمی ایالات متحده توسط وزارت امور خارجه ایالات متحده انتخاب شد. در سال ۲۰۲۰، لینن به عضویت آکادمی هنرها و علوم آمریکا انتخاب شد و به عنوان عضو افتخاری انجمن اقیانوس‌شناسی و عضو افتخاری AMS در سال ۲۰۲۲ انتخاب شد.

## خدمات
دکتر لینن به عنوان هم‌رئیس هیئت مشاور دهه برای دهه علم اقیانوس برای توسعه پایدار انتخاب شد و عضو شورای رهبری ابتکار کمیسیون اقیانوس مشترک است. او به عنوان رئیس انجمن اتحادیه جغرافیای آمریکا، رئیس بخش علوم جو و هیدروسفر آکادمی پیشبرد علم و فناوری آمریکا، و رئیس انجمن اقیانوس‌شناسی خدمت کرده است. او عضو هیئت‌مدیره اعتماد علوم اقیانوس کالیفرنیا و Science Counts است. او همچنین نایب رئیس هیئت پژوهشی ابتکار تحقیقات خلیج مکزیک است که ارزش آن ۵۰۰ میلیون دلار است.